# Harén imperial otomano
El harén imperial (en turco otomano: حرم همايون‎, Harem-i Hümâyûn) del Imperio otomano era el harén del sultán otomano, compuesto por esposas, sirvientas esclavas y eunucos, parientes femeninas y concubinas del sultán, que ocupaba una parte aislada (serrallo) del palacio imperial otomano. Esta institución desempeñó una función social importante dentro de la corte otomana y ejerció una autoridad política considerable en los asuntos otomanos, especialmente durante el largo período conocido como el Sultanato de las mujeres (aproximadamente de 1533 a 1656). Varios historiadores afirman que el sultán fue presionado con frecuencia por miembros del harén de diferentes orígenes étnicos o religiosos para influir en la geografía de las guerras de conquista otomanas.La mayor autoridad era la Valide Sultan, madre del sultán reinante, en ausencia de esta quien gobernaba el haren era la Haseki sultan consorte principal del sultan.  

Una cariye o concubina imperial, ilustración de finales del.

El Kizlar Agha (Kızlarağası, también conocido como el "Jefe Eunuco Negro" debido al origen nilótico de la mayoría de los aghas) era el jefe de los eunucos responsables de guardar el harén Imperial y en ausencia de una Valide sultan o una Haseki sultan o consorte principal, estos se encargaban de dirigir el harem. 

## Etimología
La palabra harén deriva de la árabe harim o haram que se refiere tanto a lo sagrado como a lo prohibido. Las estancias femeninas de los hogares turcos se denominaban haremlik debido a su exclusividad imperante. Como en el resto del mundo islámico, aparte del señor de la casa, los únicos varones que podían acceder eran los parientes más cercanos.

## El harén como institución social y política
A medida que el sultán se volvió cada vez más sedentario en el palacio, los miembros de su familia, previamente dispersos entre las capitales de provincia, finalmente fueron relevados de sus funciones públicas y se reunieron en la capital imperial. Desde finales del siglo XVI, salvo el propio sultán, ningún miembro de la familia real, hombre o mujer, abandonó la capital. Tanto los niños como las madres eran ocupantes permanentes del mundo interior del palacio. El harén era el último símbolo del poder del sultán. Su posesión de mujeres, en su mayoría esclavas, era un signo de riqueza, poder y destreza sexual. La institución se introdujo en la sociedad turca con la adopción del Islam, bajo la influencia del Califato árabe, que los otomanos emularon. Para asegurar la obediencia de las mujeres, muchas de ellas fueron compradas y mantenidas como esclavas. Sin embargo, no todos los miembros del harén eran esclavos. Las principales esposas, especialmente las contraídas para consolidar alianzas personales y dinásticas, eran mujeres libres. Aunque desde el siglo XVI esta fue la excepción, no la regla. La relación entre esclavitud y poligamia/harenes en el harén turco continuó hasta 1908, como mínimo.
El harén imperial también sirvió como una institución paralela a la casa de sirvientes varones del sultán. Las mujeres recibían una educación aproximadamente a la par de la proporcionada a los pajes masculinos, y al final de sus respectivas educaciones se casarían entre ellos, ya que estos últimos se graduaban de la escuela de palacio para ocupar altos puestos administrativos en las provincias del imperio. En consecuencia, solo una pequeña fracción de las mujeres en el harén realmente tenían relaciones sexuales con el sultán, ya que la mayoría estaban destinadas a casarse con miembros de la élite política otomana, o bien a continuar sirviendo a la reina madre o consortes del sultán. Se fundó una red sobre las relaciones familiares entre mujeres del harén. Esta familia no se limitaba al parentesco de sangre, sino que incluía a toda la casa real, compuesta en su mayoría por esclavos. Dentro del harén, la madre del sultán y su concubina o concubinas favoritas pudieron crear un apoyo adicional para ellas o sus hijos, creando un puente entre el palacio y el mundo exterior.

## Apartamentos del harén
El harén imperial ocupaba una de las grandes secciones de los apartamentos privados del sultán en el Palacio de Topkapi, que abarcaba más de 400 habitaciones y contaba con sus propios jardines cerrados, baños y mezquitas. El harén imperial se había trasladado al Palacio de Topkapı a principios de la década de 1530. Después de 1853, el harén ocupó un sector igualmente lujoso en el nuevo Palacio de Dolmabahçe.

### Papel de la Valide Sultan
La Valide Sultan (en turco otomano: والده سلطان: والده سلطان), en español madre sultana o sultana madre, era el título ostentado por la «madre legal» del sultán del Imperio otomano.

Valide Pertevniyal Sultan

La mujer más importante y la más poderosa del imperio, la encargada del harem del sultán que a menudo solía involucrarse en asunto políticos.
Leslie Peirce, especialista en la estructura de la dinastía otomana, afirma que entre los reinados de Solimán el Magnífico y Murad III ocurrieron importantes cambios institucionales en el sistema dinástico otomano, cuyo resultado fue la consolidación de la autoridad de la valide sultán, la madre del sultán reinante. La mencionada autora denomina este suceso como “The Age of the Queen Mother” y lo coloca en un periodo que abarca los años entre 1566 y 1656, en el cual existieron valide sultanas muy influyentes en el gobierno del Imperio. Para entender mejor cómo se llegó a la institucionalización de la autoridad de las Sultana Reina y comprender la influencia de las poderosas mujeres de la familia real, es esencial referirnos a las características básicas de la evolución de la política reproductiva de la dinastía otomana. La primera y una de las más destacadas Valide fue la madre de Murad III, Nurbanu Sultan, quien estableció un gran poder e influencia, tanto en su hijo como en la corte Otomana, sentando las bases de poder de una Reina madre.
Nurbanu Sultan sobrevivió a su marido Selim II, quien murió en 1574. Desde ese año hasta su muerte en 1583, Nurbanu tuvo mucha influencia en la política doméstica e internacional del Imperio otomano dado que su hijo Murad III sentía gran devoción por su madre y dependía de su consejo. Por ejemplo, es muy conocida la tendencia pro veneciana de Nurbanu. Ella simbolizaba el advenimiento de la época de la valide sultán como el miembro más elevado de la dinastía tras el propio sultán. La valide sultán ejerció su poder político como aliada del sultán, como su mentora y protectora. Peirce ha constatado las dimensiones y límites de la potencialmente conflictiva naturaleza de la reina madre. En el sistema otomano, el gran visir era, tras el sultán, la persona más poderosa del Imperio. No obstante, con la elevada preponderancia de las redes palaciegas, varios grandes visires chocaron en el proceso de conseguir la voluntad regia con las personas más próximas al sultán, principalmente la figura de la valide sultán y su facción. Por lo tanto, convenía a los intereses de las valide sultán que se eligiera un gran visir de su agrado. El nombramiento y la destitución de un gran visir dependían institucionalmente de la sola decisión del sultán, aunque factores no institucionales y coyunturas concretas tuvieron una importancia considerable

### Papel de la Haseki Sultan
Las Hasekis eran las mujeres más cercanas al sultan, otorgado por primera vez por Solimán el Magnífico a su esposa y consorte principal Hürrem Sultan, las funciones de la Haseki eran muy similares al de la Valide, es por ello que Safiye Sultan le prohibió a su hijo nombrar una Haseki en su reinado, pues esta sabia que ambos títulos eran incompasibles por los problemas que ella había tenido con su suegra en ese entonces Valide Sulan,  Nurbanu Sultan.

A lo largo de la duración del título, sus funciones fueron variando y debilitándose hasta el punto de  desaparecer, Hürrem Sultan y Nurbanu Sultan fueron las únicas que ejercieron este título con sus funciones originales, ejercer el papel de una Valide sultan siendo la consorte principal, al ascender al trono Murad III su consorte Safiye Sultan heredo el título, pero no pudo ejercerlo ya que la Valide sultan esta viva, con la muerte de su suegra tampoco pudo ejercer el poder de una Haseki ya que Nurbanu Sultan dejo estipulado que su nuera ejerciera lo mínimo de poder posible, pero de todas formas Safiye Sultan de alguna manera se salió con la suya, pero jamás pudo igualar a sus antecesoras, el reinado de Mehmed III no contó con una Haseki sultan, Ahmed I si tuvo una haseki, Kösem Sultan quien es conocida como la sultana más poderosa, pero no ejerció poder ni influencia siendo consorte, pues Ahmed I no quiso ni que gobernara el harem, dándole esta responsabilidad a Mustafa Agha, de aquí en adelante este título pasó a convertirse más en un sinónimo de consorte, sin poder ni influencia en la corte, hasta el reinado de Ibrahim I quien otorgo este título a todas las concubinas que le habían dado un hijo. El título se utilizó por última vez en el reinado de Ahmed II con su consorte Haseki Rabi'a Sultan. 

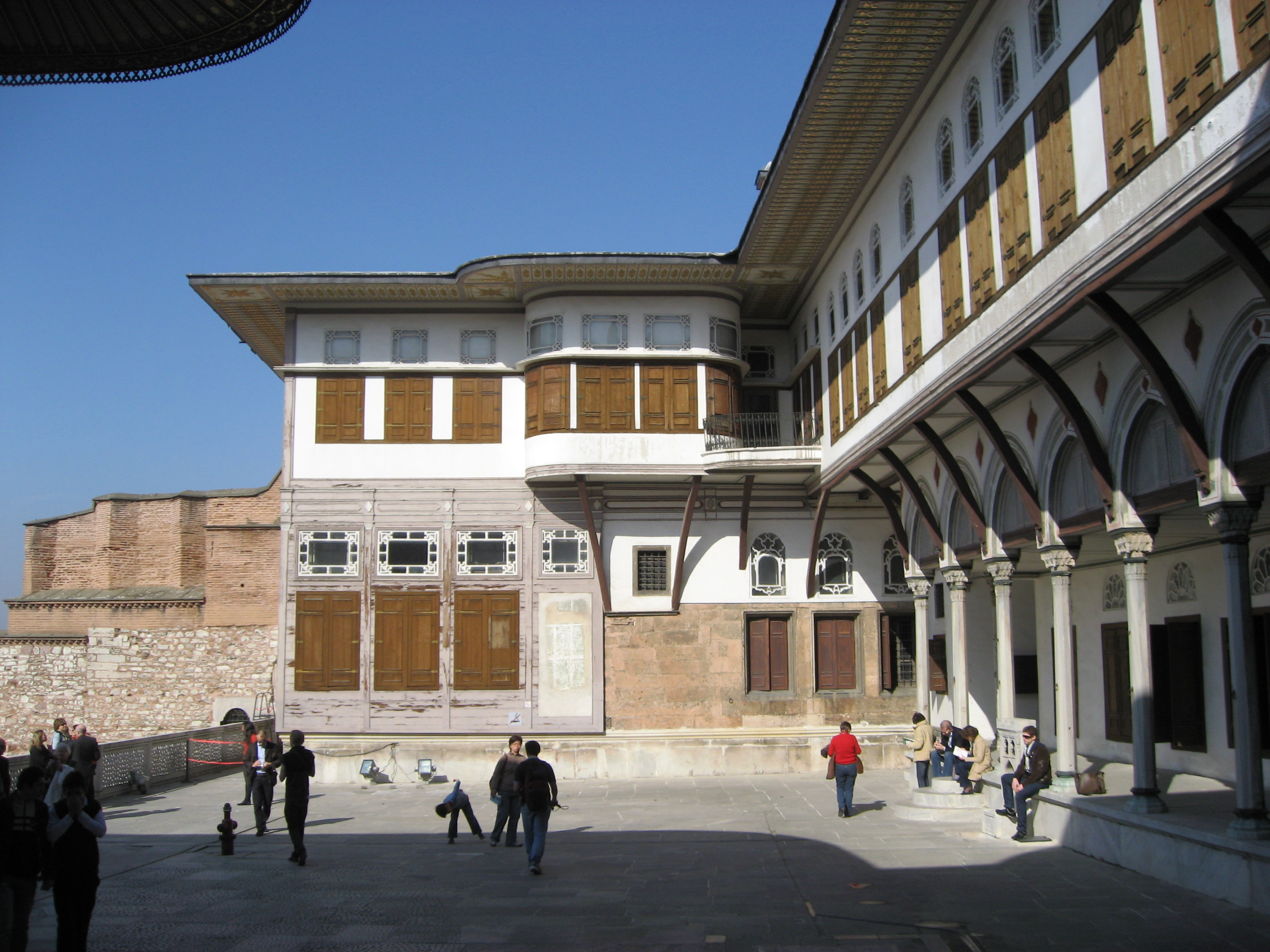
El patio de las favoritas en el harén del palacio de Topkapi.

### Damas en la corte
Para la perpetuación y el servicio de la dinastía otomana, las esclavas hermosas e inteligentes eran capturadas en la guerra, reclutadas dentro del imperio o adquiridas de países vecinos para convertirse en damas de la corte imperial (Cariyes).
Odalisca, es una palabra derivada del turco "oda", que significa cámara: así, odalisca significaba una joven asistente de cámara, no era un término sinónimo de concubina sino que señalaba a las esclavas que actuaban como sirvientas personales de esposas, concubinas y sus hijos; sin embargo, en el uso occidental el término pronto pasó a referirse específicamente a la concubina del harén.
Las cariyes, que eran introducidas en el harén en su tierna edad, eran educadas en la disciplina del palacio, siendo promovidas según sus capacidades y convertidas en kalfas y ustas.
Las odaliscas y cariyes con las que el sultán compartía su lecho podían llegar a convertirse en miembros de la dinastía y ascender de rango para alcanzar el estatus de Gözde (Favorita), Ikbal (Afortunada) o Kadin (Mujer/Esposa). El puesto más alto era el de Valide Sultan, la madre del sultán reinante, esposa o concubina del padre del sultán que así ascendía al rango supremo en el harén. Ninguna dama de la corte podía salir o entrar en las instalaciones del harén sin el permiso explícito de la valide sultan. El poder de la valide sultan sobre las concubinas se extendía incluso a cuestiones de vida y muerte, y los eunucos la informaban directamente.
Las damas de la corte vivían en los pasillos debajo de los apartamentos de las consortes, la valide sultan y el sultán, o en cámaras separadas. Las cadinas (kadin) o esposas, que eran hasta cuatro, formaban el grupo que seguía en rango a la valide sultan. Justo debajo de las kadin en rango estaban las concubinas ikbal. Las últimas en la jerarquía eran las gözdes.
Durante los siglos XVI y XVII, la consorte principal del sultán recibió el título de haseki sultan o sultana consorte. Este título superó a los otros títulos y rangos por los que se conocía a las consortes prominentes de los sultanes hasta entonces (hatun y kadın). Cuando el puesto de valide sultan estaba vacante por haber fallecido, una haseki podía asumir el rol de valide, teniendo acceso así a considerables recursos económicos, convertirse en jefa del harén imperial, asesorar al sultán en asuntos políticos e incluso tener influencia en la política exterior y en la política internacional. Esté caso ocurrió durante el período de Hürrem Sultan e incluso alcanzó más poder que una Valide Sultan cuando se casó con el Sultan se convirtió junto a la Valide Sultan la mujer más poderosa e incluso ella se convirtió hasta la muerte de Hafsa Sultan en co- Valide-i saide.
En el siglo que siguió a la muerte de Suleiman y Hurrem, las concubinas que no eran las favoritas del sultán se convertirían en mujeres olvidadas del harén. Las únicas que se recuerdan son las que salieron a la luz pública por la cuestión de la sucesión. Su estatus era inferior al de las concubinas favoritas. Tampoco eran identificadas entre la élite familiar del harén.
Recluidas en el harén, las damas de la corte, esposas y concubinas solo tenían contacto con el mundo exterior a través de intermediarios como los eunucos y las Kiras.

### Papel de los eunucos

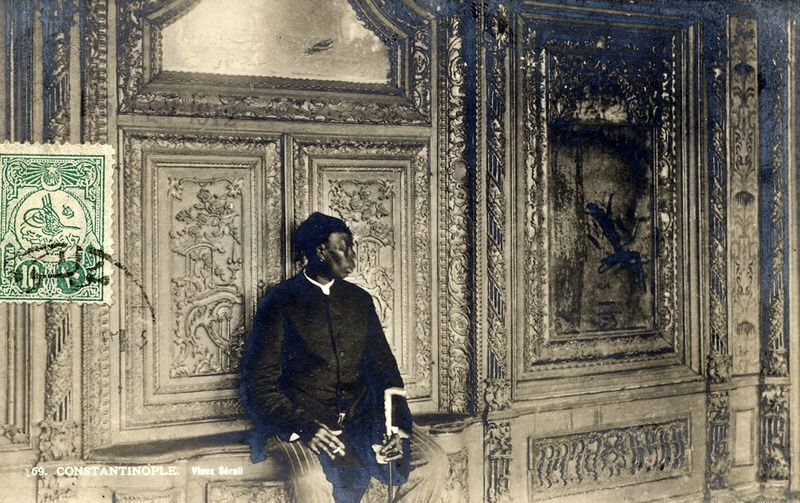
Jefe Eunuco Negro de la corte otomana; Foto de 1912.

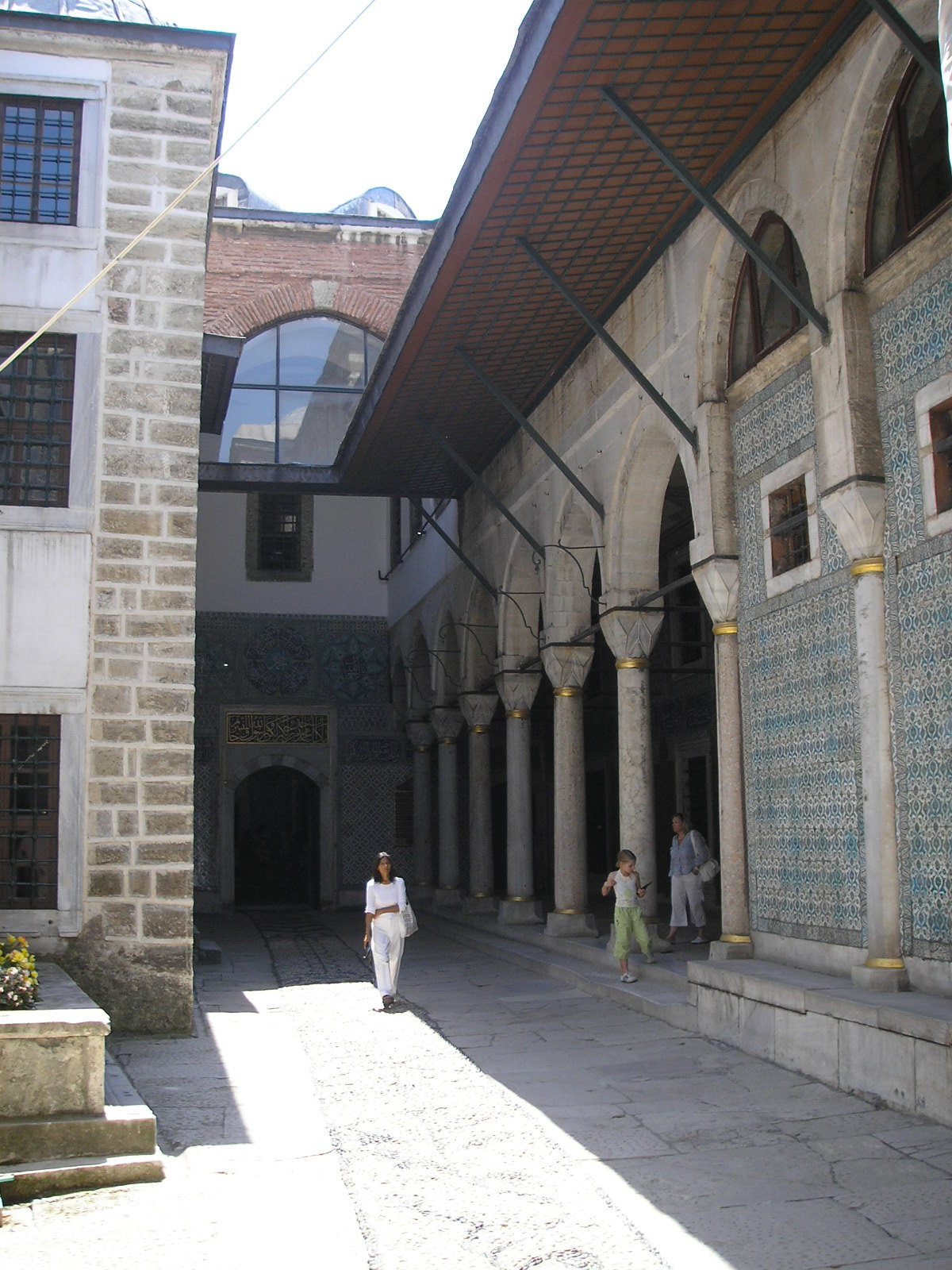
El Patio de los Eunucos en el Palacio de Topkapi.

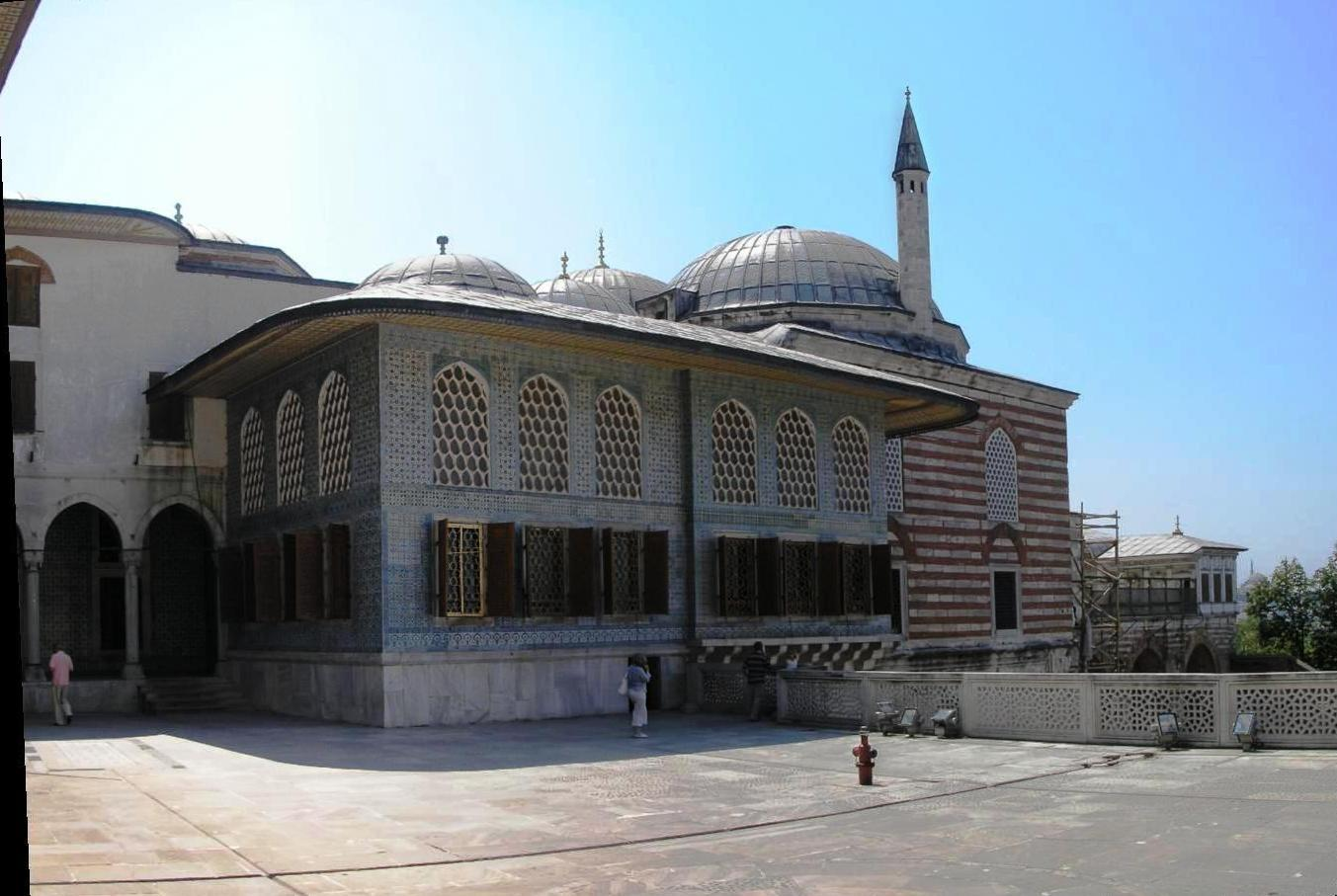
Los apartamentos de los príncipes, también llamados kafés (La jaula), formaban parte del harén imperial otomano.

En el Palacio de Topkapi, en la corte de los sultanes otomanos, el personal del harén incluía eunucos. A principios del siglo XVII, el cuerpo de eunucos del harén contaba entre 800 y 1200 eunucos. Esta fue la mayor cantidad de eunucos jamás empleada en el harén. Estos eran esclavos nilóticos capturados en las cercanías del Nilo. Los sultanes pudieron obtener estos esclavos debido a su conquista de Egipto en 1517, lo que les dio acceso directo a las caravanas de esclavos que usaban esas rutas. La conquista del noreste de Sudán en la década de 1550 continuó expandiendo el alcance del imperio y el acceso a las caravanas de esclavos que usaban rutas comerciales a través de Sudán. Los militares castrados en los estados musulmanes y turcos en la Edad Media fueron reclutados para servir en el palacio desde los tiempos del sultán Mehmed I en adelante. Estos eunucos eran entrenados en palacio y se les daba el cargo de vigilar el harén, subiendo de rango después de servir en muchos puestos. Los eunucos del harén y la organización del harén estaban bajo el mando del eunuco Jefe del harén, que también se llamaba Maestro de las Niñas (Kızlar Ağası) o Jefe Eunuco Negro. Supervisaban los sectores donde vivía la población femenina de palacio. Tuvieron influencia en palacio y más tarde en la administración estatal en los siglos XVII y XVIII, ya que tenían acceso directo al sultán y a la familia del sultán volviéndolos muy poderosos.
La oficina del Eunuco Jefe del Harén fue creada en 1574. El Jefe Eunuco Negro a veces se consideraba superado solo por el Gran Visir (jefe del gobierno imperial, pero a menudo trabajaba en su propio palacio o incluso fuera, por ejemplo, en una campaña militar) en la confianza del Sultán, a quien tenía y arreglaba acceso (incluido su dormitorio, el ne plus ultra para cada dama del harén), siendo también su mensajero confidencial. Como comandante de un cuerpo de ejército imperial, los alabarderos ('baltacı'), incluso ostentaba la suprema dignidad militar de pasha (general) de tres colas de caballo.
Mientras tanto, el Jefe Eunuco Blanco (Kapı Ağası), estaba a cargo de 300 a 900 eunucos blancos como jefe del 'Servicio Interior' (la burocracia de palacio, controlando todos los mensajes, peticiones y documentos estatales dirigidos al Sultán), jefe de la Escuela del Palacio, portero en jefe, jefe de la enfermería y maestro de ceremonias del serrallo, y originalmente el único al que se le permitía hablar con el sultán en privado. En 1591, Murad III transfirió los poderes del blanco a los eunucos negros ya que había demasiada malversación y varios otros crímenes nefastos atribuidos a los eunucos blancos, pero luego recuperaron algo de favor.
Durante el Sultanato de las mujeres (Kadınlar Saltanatı), los eunucos aumentaron su influencia política al aprovecharse de sultanes menores o mentalmente incompetentes. Los Sultanes Adolescentes fueron "guiados" por regencias formadas por la Reina Madre (Valide Sultan), el Gran Visir y otros partidarios de la Valide y el Jefe Negro Eunuco que fue el íntimo y valioso cómplice de la Reina Madre y las Consortes. Kösem Sultan, madre del sultán Ibrahim (r. 1640-1648) y abuela del sultán Mehmed IV (r. 1648-1687), fue asesinada por instigación de la madre de Mehmed IV, Turhan Sultan, por eunucos del harén en 1651.

## Posiciones en el harén
Kızlar Ağası: El Kizlar Agha era el jefe Eunuco Negro del palacio otomano. El título significa literalmente "Jefe de las Niñas", y estaba encargado de la vigilancia y mantenimiento de las mujeres del harén.
Kapı Ağası: Mientras que Kızlar Ağası era responsable de proteger la virtud de las odaliscas, Kapı Ağası era un chambelán de las damas. Su nombre significa "Señor de la Puerta", y él era el jefe de los Eunucos Blancos, actuando como principal sirviente y procurador.
Valide Sultan: La posición más importante en el Imperio otomano después del sultán mismo. Como la madre del sultán, por tradición islámica («derecho de madre es derecho de Dios»), la valide sultan podía llegar a tener una influencia significativa en los asuntos del imperio. Tenía gran poder e influencia en la corte y era la líder visible del harén aunque tenía sus propias habitaciones (siempre adyacentes a las de su hijo) y personal del estado. Tradicionalmente la valide sultan también tenía acceso a considerables recursos económicos y a menudo financiaba importantes proyectos arquitectónicos. En particular durante el siglo XVII, en el periodo conocido como el «Sultanato de las mujeres», una serie de soberanos incompetentes o niños sultanes elevaron el papel de las valide sultan a nuevas alturas. 
Las valides sultan más poderosas y famosas en la historia del Imperio otomano fueron
Nurbanu Sultan, Safiye Sultan, Handan Sultan, Halime Sultan, Kösem Sultan y Turhan Hatice Sultan. Mientras que otras menos influyentes fueron Ayşe Hafsa Sultan, Mahfiruz Hatice Sultan, Hatice Muazzez Sultan, Saliha Dilaşub Sultan y Emetullah Rabia Gülnuş Sultan.
Haseki Sultan: Este era el título reservado para la consorte principal, la más cercana al sultan. Una Haseki sultan tenía un lugar importante en palacio, siendo la mujer más poderosa después de la Valide sultan y disfrutaba de un gran estatus en el harén imperial  y por lo general tenía aposentos cerca de la alcoba del sultán. Las haseki no tenían ningún parentesco consanguíneo con el sultán reinante, pero ocupaban un lugar más alto que las propias hermanas y tías del sultán, las princesas de la dinastía. Su elevado estatus imperial derivaba del hecho de que era la madre de un futuro sultán potencial. Hurrem Sultan fue la primera en ostentar este título, ya que la madre de  Solimán el Magnífico, facellecio este queria que su consorte principal y madre de sus hijos ocupara el lugar más alto del harem, es por ellos que creo el título Haseki Sulan, con el propósito de aumentar el rango de Hurrem, para cumplir las funciones que normalmente eran de la Valide sultan, esta vez ejercida por la consorte del Sultan. Las Hasekis más poderosas e influyentes fueron Hürrem Sultan, Nurbanu Sultan, Safiye Sultan. 
Este título por lo general brillaba más cuando la Valide sultan fallecía, ya que sus funciones eran similares y por lo tanto incompatibles. 
Kadın: Entre las mujeres del harén imperial, la cadina es la mujer (o mujeres) que le habían dado al sultán un hijo sobreviviente, preferiblemente varón. Kadin era equivalente a esposa. La primera cadina fue mencionada durante el reinado de Mehmed IV.
Baş Kadın: Las consortes de los primeros sultanes otomanos se llamaban Baş Kadın o Birinci Kadin. La consorte que llevaba el título de "Baş Kadın" estaba en el segundo rango y era la más poderosa después de la Valide sultan y Haseki Sultan en el harén. Antes de la creación y después de la abolición del título haseki, este título (Baş Kadın) era la posición más poderosa para las consortes de Sultan. Un sultán no tenía más de cuatro Kadin (la misma ley que se usa para las esposas legales en el Islam). Su posición como posible madre de un futuro sultán les daba influencia y poder en el harén.
Ikbal: Debajo de la Kadin estaba la Ikbal, las mujeres del harén con las que el sultán se había acostado al menos una vez. Estas mujeres no tenían necesariamente que haberle dado un hijo al sultán, sino que simplemente necesitaban haber tomado su fantasía. Muchas de estas mujeres fueron referidas como Gözde (que significa "Favorita"), o "en el ojo", habiendo hecho precisamente eso: llamar la atención del sultán.
Cariye: Estas eran las mujeres que servían a la Valide Sultan, y a los hijos de las Ikbal y Kadin. Podían ser promovidas a Kalfas, lo que significaba que obtenían la libertad y ganaban un salario; de lo contrario, eran propiedad del sultán y residirían en el harén. Estas mujeres eran libres de irse después de nueve años de servicio.

## Percepciones occidentales del harén

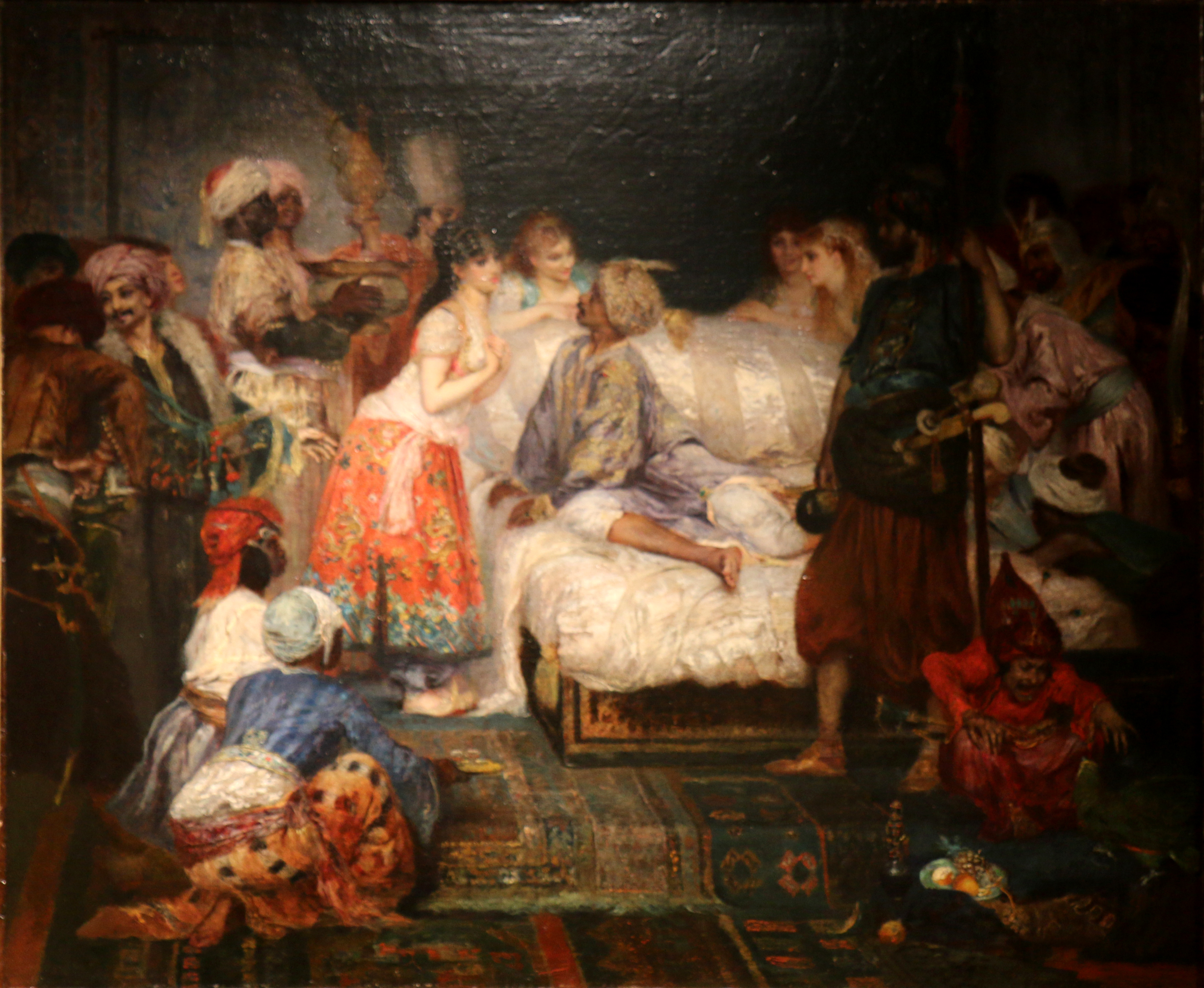
Una pintura francesa de un harén, 1877.

El baño turco de Jean Auguste Dominique Ingres, 1862.

El harén imperial otomano, como otros aspectos de la cultura otomana y de Oriente Próximo, fue representado por artistas europeos desde el siglo XVIII. Artistas franceses como Jean-Auguste-Dominique Ingres y Fernand Cormon pintaron algunas de las obras de arte orientalistas más reconocibles basadas en el harén imperial. El baño turco y el harén (ambos en las fotos) son dos de esos ejemplos. Las pinturas orientalistas reflejaban la visión erotizada del Islam en Europa, con el lujo, el ocio y la lujuria como motivos comunes. Estas imágenes constituían la "geografía imaginativa" descrita en Orientalismo de Edward Said. Había una prevalencia de desnudez en las escenas de baño y la representación de la poligamia con varias mujeres y generalmente un hombre en las pinturas. Las mujeres en estas pinturas a menudo eran retratadas de piel clara, mientras los hombres a menudo fueron pintados más oscuros. Los retratos de mujeres notables del harén imperial estaban menos sexualizados y muchos de ellos se parecían a los retratos tradicionales europeos en su vestimenta y rasgos físicos. Las pinturas del artista italiano Tiziano de Hurrem Sultan y su hija Mihrimah Sultan son extremadamente similares a su popular Retrato de una dama, con la única diferencia notable en las ropas y el tocado otomanos. De los artistas que ilustraron el harén imperial otomano, muy pocos visitaron el imperio y todos eran hombres, teniendo vedado el ingreso a su interior, por lo que es muy posible que estas representaciones no fueran ni precisas ni auténticas.

## Bibliografía

Representación de Hürrem Sultan